# Дубочане
Дубочане је насељено место града Зајечара у Зајечарском округу. Према попису из 2022. било је 289 становника (према попису из 1991. било је 593 становника).

## Демографија
У насељу Дубочане живи 383 пунолетна становника, а просечна старост становништва износи 46,6 година (43,4 код мушкараца и 49,6 код жена). У насељу има 123 домаћинства, а просечан број чланова по домаћинству је 3,67.
Ово насеље је углавном насељено Власима (према попису из 2002. године), а у последња три пописа, примећен је пад у броју становника.
|  |

| Демографија | Демографија | Демографија |
| Година      | Становника  | Становника  |
| ----------- | ----------- | ----------- |
| 1948.       | 831         |             |
| 1953.       | 851         |             |
| 1961.       | 820         |             |
| 1971.       | 786         |             |
| 1981.       | 686         |             |
| 1991.       | 593         | 542         |
| 2002.       | 455         | 560         |

| Етнички састав према попису из 2002.‍ | Етнички састав према попису из 2002.‍ | Етнички састав према попису из 2002.‍ | Етнички састав према попису из 2002.‍ | Етнички састав према попису из 2002.‍ |
| ------------------------------------ | ------------------------------------ | ------------------------------------ | ------------------------------------ | ------------------------------------ |
|                                      |                                      |                                      |                                      |                                      |
| Власи                                | Власи                                |                                      | 368                                  | 80,87%                               |
| Срби                                 | Срби                                 |                                      | 58                                   | 12,74%                               |
| Румуни                               | Румуни                               |                                      | 15                                   | 3,29%                                |
| Југословени                          | Југословени                          |                                      | 3                                    | 0,65%                                |
| непознато                            | непознато                            |                                      | 1                                    | 0,21%                                |

| Година пописа     | 1948. | 1953. | 1961. | 1971. | 1981. | 1991. | 2002. |
| ----------------- | ----- | ----- | ----- | ----- | ----- | ----- | ----- |
| Број домаћинстава | 182   | 185   | 185   | 216   | 155   | 142   | 123   |

| Број чланова      | 1  | 2  | 3  | 4  | 5  | 6  | 7  | 8 | 9 | 10 и више | Просек |
| ----------------- | -- | -- | -- | -- | -- | -- | -- | - | - | --------- | ------ |
| Број домаћинстава | 23 | 23 | 17 | 13 | 20 | 13 | 11 | 2 | 1 | 0         | 3,67   |

| Пол    | Укупно | Неожењен/Неудата | Ожењен/Удата | Удовац/Удовица | Разведен/Разведена | Непознато |
| ------ | ------ | ---------------- | ------------ | -------------- | ------------------ | --------- |
| Мушки  | 190    | 40               | 128          | 14             | 8                  | 0         |
| Женски | 208    | 17               | 125          | 54             | 12                 | 0         |
| УКУПНО | 398    | 57               | 253          | 68             | 20                 | 0         |

| Пол    | Укупно                    | Пољопривреда, лов и шумарство | Рибарство                            | Вађење руде и камена | Прерађивачка индустрија       |
| ------ | ------------------------- | ----------------------------- | ------------------------------------ | -------------------- | ----------------------------- |
| Мушки  | 71                        | 57                            | 0                                    | 3                    | 1                             |
| Женски | 62                        | 54                            | 0                                    | 0                    | 0                             |
| УКУПНО | 133                       | 111                           | 0                                    | 3                    | 1                             |
| Пол    | Производња и снабдевање   | Грађевинарство                | Трговина                             | Хотели и ресторани   | Саобраћај, складиштење и везе |
| Мушки  | 0                         | 1                             | 0                                    | 1                    | 2                             |
| Женски | 0                         | 0                             | 1                                    | 3                    | 0                             |
| УКУПНО | 0                         | 1                             | 1                                    | 4                    | 2                             |
| Пол    | Финансијско посредовање   | Некретнине                    | Државна управа и одбрана             | Образовање           | Здравствени и социјални рад   |
| Мушки  | 0                         | 0                             | 2                                    | 0                    | 1                             |
| Женски | 0                         | 0                             | 0                                    | 1                    | 1                             |
| УКУПНО | 0                         | 0                             | 2                                    | 1                    | 2                             |
| Пол    | Остале услужне активности | Приватна домаћинства          | Екстериторијалне организације и тела | Непознато            | Непознато                     |
| Мушки  | 0                         | 0                             | 0                                    | 3                    | 3                             |
| Женски | 0                         | 0                             | 0                                    | 2                    | 2                             |
| УКУПНО | 0                         | 0                             | 0                                    | 5                    | 5                             |